# Dasyprocta cristata
Dasyprocta cristata é uma espécie de roedor da família Dasyproctidae.
Pode ser encontrada na Guiana, Suriname e Guiana Francesa.